# Hystriomyia rubra
Hystriomyia rubra là một loài ruồi trong họ Tachinidae.